# Dantheleti
Dantheletii (dentheletii) reprezentau un trib tracic situat în regiunea Sofiei de azi, capitala Bulgariei.